# Pizzo del Diavolo della Malgina
Le pizzo del Diavolo della Malgina est une montagne qui s’élève à 2 926 m d’altitude à l'est du pizzo di Coca dans les Alpes bergamasques, en Italie.